# ラーセン棚氷

南極の主要な棚氷を示した地図。
ラーセン棚氷

ラーセン棚氷（ラーセンたなごおり、英: Larsen Ice Shelf）は、南極半島東岸に存在する棚氷である。ウェッデル海の北西部にあたり、ロンギング岬（Cape Longing）からハースト島（Hearst Island）の南までの間に広がっている。ラルセン棚氷ともよばれる。棚氷はラーセンA棚氷、ラーセンB棚氷、ラーセンC棚氷などと名付けられており、ラーセンA棚氷は1995年に、ラーセンB棚氷は2002年に崩壊した。ラーセンC棚氷も亀裂の拡大が進んでいる。
この棚氷の「ラーセン」と言う名称は、1893年に氷に沿って南緯68度10分の地点まで航海したノルウェーの捕鯨船船長カール・アントン・ラーセン（Carl Anton Larsen）に因んでいる。

## 構成と変化

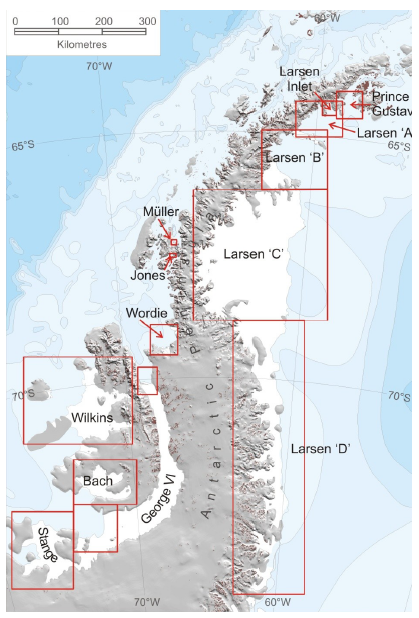
南極半島と棚氷の地図

ラーセン棚氷は4つに分けられる。北から南に向かってラーセンA、ラーセンB、ラーセンC、ラーセンDと呼ばれている。

### ラーセンA棚氷
ラーセンA棚氷は2000年以上前から存在していたと推定される棚氷。ラーセンA棚氷は1995年に崩壊した。

### ラーセンB棚氷
ラーセンB棚氷は12000年もの歴史を持つとされる棚氷。2002年2月には、ラーセンB棚氷も崩壊し、2002年だけで3275平方キロメートルの面積を有する720立方キロメートルもの氷が失われた。

### ラーセンC棚氷
ラーセンC棚氷は、南極半島の東側から氷河の氷が流れ込んで形成された棚氷である。2016年にはイギリスに本拠を置く研究グループ「MIDAS」がラーセンC棚氷の亀裂の急速な拡大を報告している。
2017年、「MIDAS」は現地時間2017年7月12日に、ラーセン棚氷Cから氷の塊が分離したと発表した。

## 棚氷の崩壊と影響
棚氷の先端から氷が分離されて海へと流れ出すことは、必ずしも気候変動に伴って起きることではなく、例えば、後方から流れてくる氷によって押し出されたり、波浪によって削り取られたりするなどして、しばしば自然に起こる現象である。そのような棚氷からの氷の分離は、棚氷の先端部から小さな氷山の形で海へと流出し、その後、氷山は海を漂流しながら徐々に融解してゆくのが通常である。しかし、ラーセン棚氷AとBの崩壊は、広大な範囲の棚氷が一気に崩壊して、膨大な量の氷が小片となって海へと流出し、短期間のうちに棚氷そのものが消滅した点で異常であったとされる。この崩壊の前には、棚氷の下が暖かい海流で削られていくのが確認されている。崩壊は、わずか3週間ほどで終わった。この際には融けた水が大きな役割を果たし、表面付近で夏の日差しに照らされて池を形成したのち、隙間を通って氷の中へ流れ落ち、楔のように氷を破壊したと考えられている。
地球温暖化が棚氷の分離を加速させているとみられているが、その直接的な根拠は示されていない。ただ、南極半島では1940年代以降10年に0.5℃の割合で気温が上昇しており、ラーセン棚氷の崩壊にも南極半島での地球温暖化が影響していると考えられている。
ラーセンC棚氷が分離すると5000平方キロメートルもの氷が漂流し始めることになる。
そのため海面上昇が懸念されている。海面上昇は棚氷で堰き止められていた氷河が棚氷の崩壊によって海に浮かぶことなく大量に流入し、その流入速度が増すことによって生じると考えられている。ラーセンC棚氷によって堰き止められている氷がすべて海に流入すると海面は10cm上昇すると推計されている。
棚氷が分離して氷山となり移動を始めた場合には船舶の航行への影響も懸念されている。

## 映画作品での扱い
2004年制作のアメリカ映画『The day after tomorrow』では、冒頭でラーセンB棚氷に大規模な亀裂が走る場面があり、このことが地球規模の気候変動の前兆として描かれている。

## ギャラリー
- 南極半島と棚氷の地図。崩壊前のラーセン棚氷が示されている。
- ラーセン棚氷の後退の様子(1998～2002年)。
- 崩壊する南極のラーセン棚氷(2002年撮影、崩壊域を青で示す)。比較対象は米国ロードアイランド州（日本における滋賀県と同程度の面積）。
- 棚氷の消滅によって氷河（氷床）の滑落が早まるメカニズムの説明。

## 参照資料
1. 1 2 3 4 5 6 7 8  南極の棚氷に亀裂　巨大な氷山が海に? BBC NEWS JAPAN、2017年1月10日閲覧。
2. ↑  USGS GNIS: Larsen Ice Shelf
3. ↑  Press Release (2005) "Ice Shelf disintigration threatens environment, Queen's study" Queens University, Kingston, Ontario, online
4. ↑  南極、大陸の棚氷、割れ目が急拡大 消滅の可能性も 毎日新聞（2016年9月7日）
5. 1 2  Hulbe, Christina (2002) "Larsen Ice Shelf 2002, warmest summer on record leads to disintegration" (Portland State University)
6. 1 2  過去最大級の氷山が南極から分離 BBC NEWS JAPAN、2017年7月16日閲覧。
7. ↑  南極のラーセンC棚氷から1兆トンもの氷の塊がついに分離、その影響とは？ GIGAZINE、2018年6月14日閲覧。
8. ↑  Pearce, Fred (2006) The Last Generation: How Nature Will Take Her Revenge for Climate Change, Eden Project Books, p. 92
9. ↑  Larsen B Ice Shelf Collapses in Antarctica Archived 2007年12月24日, at the Wayback Machine.
10. ↑  Antarctic Ice Shelf Collapse Triggered By Warmer Summers Archived 2007年12月30日, at the Wayback Machine. Office of News Services, University of Colorado at Boulder, Jan. 16, 2001
11. ↑  Connor, Steve (2005) "Ice shelf collapse was biggest for 10,000 years since Ice Age" The Independent, London (Aug 4), online